# دين داخلي

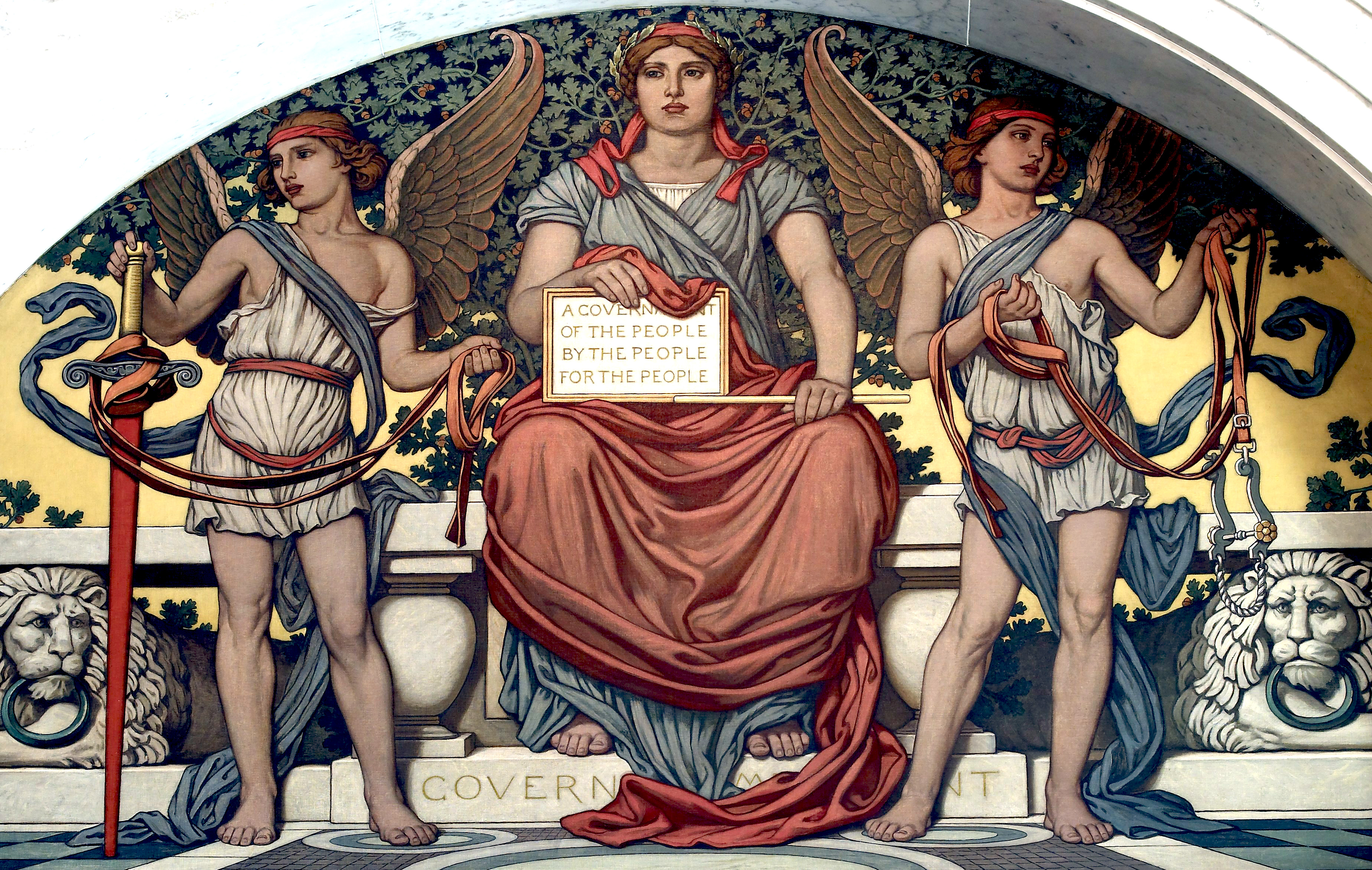

الدين الداخلي هو جزء من الديون الإجمالية في البلاد التي يدين لمقرضين داخل البلاد. الدين الداخلي هو مكمل الدين الخارجي